# Der Excentric-Club
Der Excentric-Club (titre international : The Money God, or Do Riches Bring Happiness ?) est un film allemand muet réalisé par Mime Misu, sorti en 1913.

## Fiche technique
- Titre original : Der Excentric-Club
- Titre international : The Money God, or Do Riches Bring Happiness ?
- Réalisation : Mime Misu
- Scénario : Mime Misu
- Producteur : Paul Davidson
- Sociétés de production : Projektions-AG Union (PAGU)
- Pays d'origine :  Empire allemand
- Format : Noir et blanc  - Muet
- Dates de sortie : 
  -  Empire allemand : 1913
  -  États-Unis : 10 février 1914

## Distribution
- Mime Misu
- Margarete Wichmann
- Marie Kläs
- Alfred Tostary
- Hugo Werner-Kahle